# Moultonianthus
Moultonianthus é um género botânico pertencente à família Euphorbiaceae.
Plantas encontradas em Sumatra e Bornéo.

## Espécies
- Moultonianthus borneensis
- Moultonianthus leembruggianus

## Nome e referências
Moultonianthus Merr.